# Аджавенко Володимир Анатолійович
Володи́мир Анато́лійович Аджа́венко (нар. 20 квітня 1995, Урзуф, Донецька область — пом. 28 вересня, 2019, Дніпро) — старший солдат Збройних Сил України, учасник російсько-української війни. Добровольцем воював у складі Окремої зведеної штурмової роти «Карпатська Січ», загинув розвідником-навідником 56 ОМБр Збройних Сил України.

## Життєпис
Народився 20 квітня 1995 року в с. Урзуф (Мангушський район, Донецька область). Від 2000 року мешкав у Маріуполі. Займався боксом. Учасник Революції гідності.
У часі війни воював у складі окремої зведеної штурмової роти «Карпатська Січ». З 30 червня 2015 по 19 вересня 2016 року — проходив службу в БСП «Донбас», був стрільцем-санітаром 2-ї роти, старшим стрільцем-кулеметником 3-ї роти. Пройшов бої за Широкине та Мар'їнку. У 2017 році підписав контракт на військову службу у складі 56 ОМБр Збройних Сил України. Старший солдат, військовослужбовець розвідувального підрозділу, розвідник-навідник.
11 вересня 2019 року, поблизу селища Піски (Ясинуватський район) зазнав важкого наскрізного поранення голови кулею снайпера. Був евакуйований до міської лікарні м. Селидового, а далі — до Дніпропетровської обласної клінічної лікарні ім. І. І. Мечникова. Вночі переніс операцію й на ранок навіть опритомнів. Надалі перебував у непритомності на апараті штучної вентиляції легенів. Помер перед опівніччю 28 вересня.
1 жовтня 2019 року був похований на новому Старокримському кладовищі м. Маріуполя.
Без Володимира лишилися мати, брат, сестра й дружина.

## Нагороди
- Указом Президента України № 50/2020 від 11 лютого 2020 року, «за особисту мужність і самовіддані дії, виявлені у захисті державного суверенітету та територіальної цілісності України», нагороджений орденом «За мужність» III ступеня (посмертно)[4].

## Вшанування
- 4 грудня 2021 року, на фасаді школи № 31 м. Маріуполя, де навчався Володимир, відкрили меморіальну дошку[5][2].